# Le Tartre-Gaudran
Le Tartre-Gaudran est une commune française située dans le département des Yvelines en région Île-de-France.
Elle est en 2021 la commune la moins peuplée des Yvelines avec 36 habitants.

## Géographie

### Situation
La commune du Tartre-Gaudran se trouve dans le centre-ouest des Yvelines en lisière ouest de la forêt de Rambouillet, à la limite de l'Eure-et-Loir, à 40 kilomètres au sud de Mantes-la-Jolie, chef-lieu d'arrondissement, à 26 kilomètres à l'ouest de Rambouillet et à 49 kilomètres au sud-ouest de Versailles, la préfecture du département.
C'est un plateau entre 135 et de 150 mètres d'altitude, en légère pente vers le sud, bordé au sud par des hauteurs boisées culminant à 168 mètres (butte-témoin), qui séparent la commune de Faverolles. Sa limite nord est marquée par le fond d'un talweg qui prend naissance dans la commune voisine de La Hauteville et qui se prolonge vers le nord-ouest par le haut cours de l'Opton, ruisseau affluent de la Vesgre.

### Communes voisines
Les communes sont Grandchamp et La Hauteville au nord, de La Boissière-École à l'est, et confine au département d'Eure-et-Loir et à la région Centre-Val de Loire, avec Faverolles au sud et Les Pinthières à l'ouest.

### Hydrographie
- L'Opton marque la limite nord de la commune[1].

### Transports et voies de communications

#### Réseau routier
Elle est traversée dans sa partie ouest par la route départementale 983 reliant la RN 12 à Nogent-le-Roi (Eure-et-Loir) située à huit kilomètres au sud-ouest.

#### Bus
La commune est desservie par la ligne 5215 du réseau de bus Centre et Sud Yvelines.

### Climat
Pour des articles plus généraux, voir Climat de l'Île-de-France et Climat des Yvelines.
En 2010, le climat de la commune est de type climat océanique dégradé des plaines du Centre et du Nord, selon une étude du CNRS s'appuyant sur une série de données couvrant la période 1971-2000. En 2020, Météo-France publie une typologie des climats de la France métropolitaine dans laquelle la commune est dans une zone de transition entre le climat océanique et le climat océanique altéré et est dans la région climatique Sud-ouest du bassin Parisien, caractérisée par une faible pluviométrie, notamment au printemps (120 à 150 mm) et un hiver froid (3,5 °C).
Pour la période 1971-2000, la température annuelle moyenne est de 10,4 °C, avec une amplitude thermique annuelle de 14,7 °C. Le cumul annuel moyen de précipitations est de 640 mm, avec 10,9 jours de précipitations en janvier et 8 jours en juillet. Pour la période 1991-2020, la température moyenne annuelle observée sur la station météorologique la plus proche, située sur la commune de Bû à 13 km à vol d'oiseau, est de 11,4 °C et le cumul annuel moyen de précipitations est de 633,2 mm,. Pour l'avenir, les paramètres climatiques de la commune estimés pour 2050 selon différents scénarios d'émission de gaz à effet de serre sont consultables sur un site dédié publié par Météo-France en novembre 2022.

## Urbanisme

### Typologie
Au 1er janvier 2024, Le Tartre-Gaudran est catégorisée commune rurale à habitat très dispersé, selon la nouvelle grille communale de densité à sept niveaux définie par l'Insee en 2022.
Elle est située hors unité urbaine. Par ailleurs la commune fait partie de l'aire d'attraction de Paris, dont elle est une commune de la couronne,. Cette aire regroupe 1 929 communes,.

### Lieux-dits et écarts
La commune compte un certain nombre de lieux-dits administratifs répertoriés consultables ici dont Queue Noire et la Butte du Tartre.

### Occupation des solssimplifiée
Le territoire de la commune se compose en 2017 de 97,21 % d'espaces agricoles, forestiers et naturels, 1,05 % d'espaces ouverts artificialisés et 1,73 % d'espaces construits artificialisés.
Le territoire est presque totalement rural, à 98 %. L'espace rural se partage approximativement entre les terres cultivées (60 %) et les bois et forêts (40 %), ces derniers  se trouvant en périphérie, principalement à l'ouest et au sud (les Bois Vallée, bois du Groussay).
L'habitat se résume à trois fermes et quelques habitations dispersées dans le territoire. L'espace construit se limite à 1,73 % du territoire communal et comprend presque exclusivement des habitations anciennes.

## Toponymie
Le nom de la localité est attesté sous les formes latinisées Collem Goderani vers 1272, ; Collis Goderani[Quand ?] ; puis françaises Tertre-Godran[Quand ?]; Tertre-Goderani[Quand ?]; Le Tartre Gaudran en 1793.
Il s'agit d'une formation toponymique médiévale en (le) Tertre- au sens topographique d'« élévation, colline », altéré par la suite en Tartre à cause de l'alternance fréquente er / ar. Le second élément -Gaudran représente le nom de personne germanique Godhramm, composé de god « dieu » et hramm de hraban « corbeau » (cf. allemand Rabe, Raben « corbeau ») et que l'on retrouve dans Berhthramm > Bertrand.
Remarque : les formes latinisées avec l'élément latin collem / collis traduisent le mot tertre, celui-ci étant déjà attesté en français vers 1100 comme nom commun au sens de « petite éminence de terre isolée à sommet aplati », mais que les scribes n'ont pas su latiniser, d'où leur recours au latin collem / collis de sens analogue mais qui ne s'est pas perpétué en ancien français. Un dérivé du latin collis a donné le diminutif italien collina passé en français vers le XVIe siècle sous la forme colline, d'où son absence dans la toponymie française médiévale.

## Histoire
Ce territoire fut au XIIe siècle la propriété du chanoine de la cathédrale de Chartres, Geoffroy de Lève. En 1250, le seigneur est Robert du Tertre. La famille du Tertre conserva cette seigneurie pendant trois siècles, avant qu'elle ne retourne en possession du diocèse de Chartres au XVIIe siècle.
Au XVIIIe siècle, ce fut une seigneurie appartenant au comte de Morville.
Depuis la destruction de l'église en 1832, la paroisse est rattachée à celle de La Hauteville.
En 1993, Albert Uderzo dessine le blason de la commune. La voie qui mène à sa propriété a par ailleurs été renommée « allée de la Serpe d'or », en référence à l'album homonyme dessiné par Uderzo.

## Politique et administration

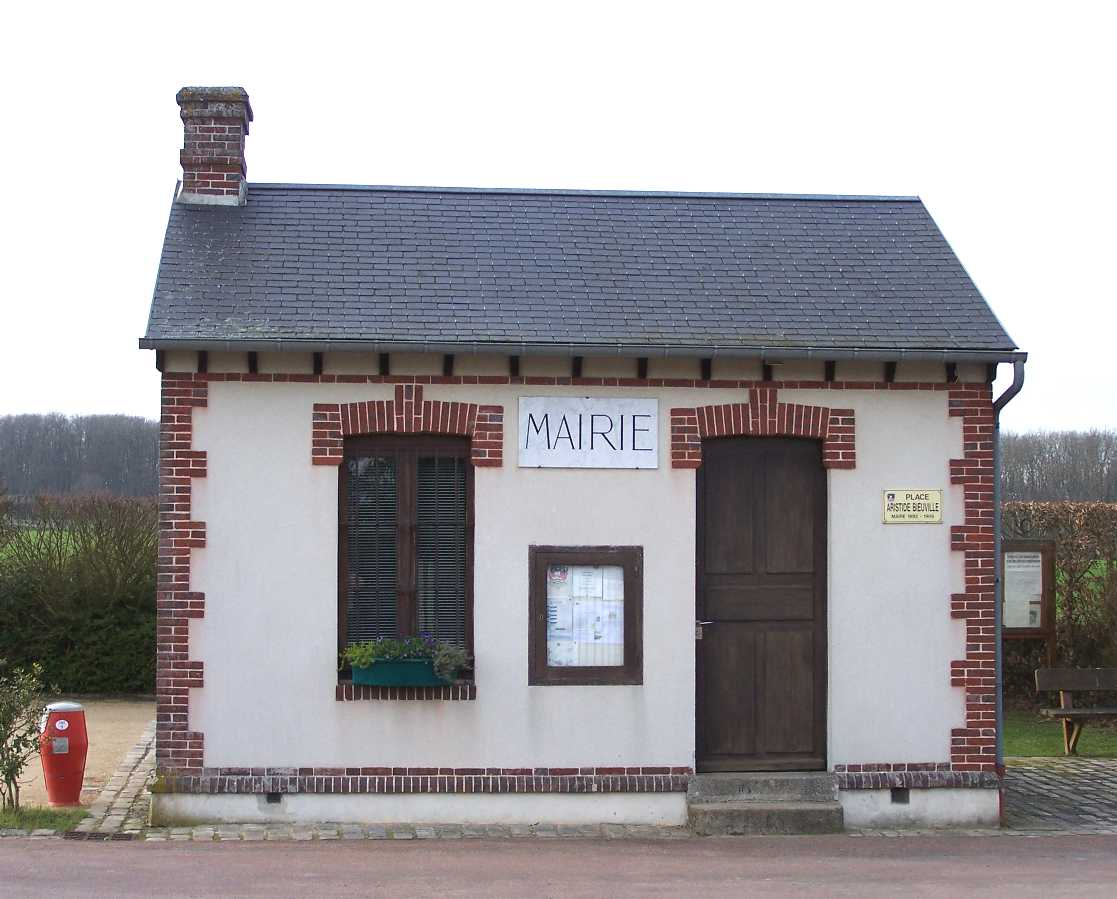
La mairie.

### Les maires du Tartre-Gaudran
| Période                                  | Période   | Identité           | Étiquette | Qualité |
| ---------------------------------------- | --------- | ------------------ | --------- | ------- |
| Les données manquantes sont à compléter. |           |                    |           |         |
| mars 1892                                | 1905      | Aristide Bieuville |           |         |
| mars 2001                                | 2008      | Bernard Le Hyaric  |           |         |
| mars 2008                                | août 2014 | Bernard Le Roux    |           |         |
| août 2014                                | En cours  | Frédéric de La Rue |           |         |

### Instances administratives et judiciaires
La commune du Tartre-Gaudran appartient au canton de Houdan et fait partie de la communauté de communes du pays Houdanais.
Sur le plan électoral, la commune est rattachée à la neuvième circonscription des Yvelines, circonscription à dominante rurale du nord-ouest des Yvelines.
Sur le plan judiciaire, Le Tartre-Gaudran fait partie de la juridiction d’instance de Mantes-la-Jolie et, comme toutes les communes des Yvelines, dépend du tribunal de grande instance ainsi que de tribunal de commerce sis à Versailles,.

## Population et société

### Démographie

#### Évolution démographique
L'évolution du nombre d'habitants est connue à travers les recensements de la population effectués dans la commune depuis 1793. Pour les communes de moins de 10 000 habitants, une enquête de recensement portant sur toute la population est réalisée tous les cinq ans, les populations de référence des années intermédiaires étant quant à elles estimées par interpolation ou extrapolation. Pour la commune, le premier recensement exhaustif entrant dans le cadre du nouveau dispositif a été réalisé en 2008.

En 2022, la commune comptait 37 habitants, en évolution de +5,71 % par rapport à 2016 (Yvelines : +2,72 %, France hors Mayotte : +2,11 %).
| 1793 | 1800 | 1806 | 1821 | 1831 | 1836 | 1841 | 1846 | 1851 |
| ---- | ---- | ---- | ---- | ---- | ---- | ---- | ---- | ---- |
| 38   | 24   | 34   | 30   | 24   | 30   | 29   | 33   | 35   |

| 1856 | 1861 | 1866 | 1872 | 1876 | 1881 | 1886 | 1891 | 1896 |
| ---- | ---- | ---- | ---- | ---- | ---- | ---- | ---- | ---- |
| 34   | 30   | 29   | 26   | 22   | 18   | 21   | 17   | 17   |

| 1901 | 1906 | 1911 | 1921 | 1926 | 1931 | 1936 | 1946 | 1954 |
| ---- | ---- | ---- | ---- | ---- | ---- | ---- | ---- | ---- |
| 16   | 9    | 20   | 10   | 12   | 17   | 15   | 31   | 15   |

| 1962 | 1968 | 1975 | 1982 | 1990 | 1999 | 2006 | 2008 | 2013 |
| ---- | ---- | ---- | ---- | ---- | ---- | ---- | ---- | ---- |
| 23   | 14   | 18   | 18   | 27   | 29   | 31   | 32   | 32   |

| 2018 | 2022 | - | - | - | - | - | - | - |
| ---- | ---- | - | - | - | - | - | - | - |
| 36   | 37   | - | - | - | - | - | - | - |

#### Pyramide des âges
En 2018, le taux de personnes d'un âge inférieur à 30 ans s'élève à 25 %, soit en dessous de la moyenne départementale (38 %). À l'inverse, le taux de personnes d'âge supérieur à 60 ans est de 33,3 % la même année, alors qu'il est de 21,7 % au niveau départemental.
En 2018, la commune comptait 17 hommes pour 19 femmes, soit un taux de 52,78 % de femmes, légèrement supérieur au taux départemental (51,32 %).
Les pyramides des âges de la commune et du département s'établissent comme suit.
| Hommes | Classe d’âge | Femmes |
| ------ | ------------ | ------ |
| 0,0    | 90 ou +      | 0,0    |
| 5,9    | 75-89 ans    | 10,5   |
| 29,4   | 60-74 ans    | 21,1   |
| 29,4   | 45-59 ans    | 31,6   |
| 5,9    | 30-44 ans    | 15,8   |
| 23,5   | 15-29 ans    | 5,3    |
| 5,9    | 0-14 ans     | 15,8   |

| Hommes | Classe d’âge | Femmes |
| ------ | ------------ | ------ |
| 0,6    | 90 ou +      | 1,4    |
| 6      | 75-89 ans    | 7,8    |
| 13,5   | 60-74 ans    | 14,8   |
| 20,7   | 45-59 ans    | 20,1   |
| 19,6   | 30-44 ans    | 19,9   |
| 18,5   | 15-29 ans    | 16,8   |
| 21,2   | 0-14 ans     | 19,2   |

## Économie
La population active comprend 12 personnes, actives dans le secteur tertiaire, commerce et services aux particuliers. Quatre d'entre elles relèvent de la catégorie cadre et les autres de la catégorie employés. Aucun chômeur n'est recensé (données 1999).
Le territoire de cette commune rurale est essentiellement consacré à l'agriculture (production céréalière).

## Culture locale et patrimoine

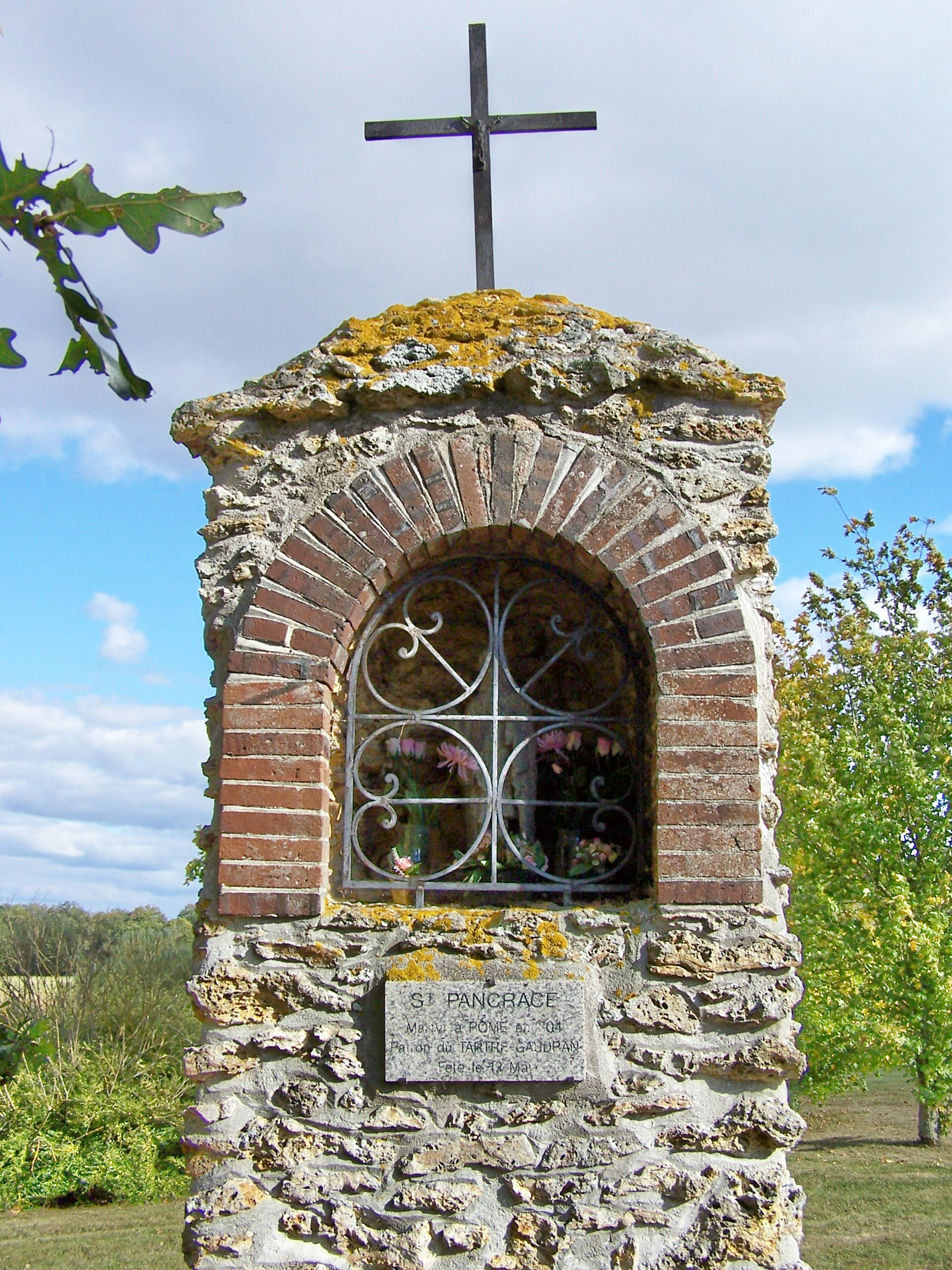
Oratoire.

### Lieux et monuments
Cette petite commune n'a plus d'église, l'ancienne église paroissiale construite en 1162 fut démolie en 1832. À son emplacement se trouve un simple calvaire dédié à saint Pancrace. Les offices religieux sont faits à l'église de La Hauteville.
De la même façon, c'est le cimetière de ce village voisin qui est utilisé pour les inhumations. Le monument aux morts de La Hauteville commémore aussi les morts du Tartre-Gaudran et de Grandchamp.

### Personnalités liées à la commune
- Albert Uderzo (1927-2020), auteur de bande dessinée, possédait sa résidence secondaire au Tartre-Gaudran[23].

### Héraldique
| Blason de Le Tartre-Gaudran | Blason  | De gueules à un sabot d'argent voguant sur une mer fascée ondée d'azur et d'argent de six pièces; au chef d'azur chargé de trois fleurs de lys d'or; à un mat habillé d'argent mouvant du sabot et brochant sur le chef. Devise : Nec mergitur item (« Il ne coule pas non plus »). |
| Blason de Le Tartre-Gaudran | Détails | Le blason de la commune fut dessiné en 1993 par Albert Uderzo. Il est inspiré de celui de la ville de Paris, mais la nef est remplacée par un sabot flottant. La commune a adopté comme devise Nec mergitur item (« Il ne coule pas non plus »), ce qui constitue une autre référence à Paris, dont la devise est Fluctuat nec mergitur (« Il tangue mais ne sombre pas »), s'agissant de la nef représentée sur les armes. C'est une manière pour la commune la moins peuplée d'Île-de-France de se comparer à la plus importante de France, avec un clin d'œil quant au statut agricole de la commune. Le statut officiel du blason reste à déterminer. |